# Denisa-Adriana Drîmboi
Denisa-Adriana Duță (Drîmboi) (n. 16 mai 1985, Craiova) este o fostă voleibalistă română, componentă a echipei naționale a României timp de 15 ani și multiplă campioană națională. A evoluat pe postul de universal și extremă, remarcându-se prin prezențe în competițiile europene și la turneele finale ale Campionatului European.

## Carieră

### Echipa națională
Duță (Drîmboi) Denisa-Adriana a fost componentă a lotului național de senioare între 2004 și 2019, fiind anterior parte a echipei naționale de junioare (2000–2004). În perioada 2009–2011 a fost căpitan al echipei naționale. A participat la mai multe ediții ale Campionatului European (2013, 2015, 2017, 2019) și în Liga Europeană.

### Cariera la nivel de club
De-a lungul carierei, a jucat pentru cluburi importante din România, precum:
- Universitatea Craiova (2000-2003)

- Rapid București (2003-2008)

- Universitatea Craiova (2009-2012)
- Știința Bacău (2012–2020)
- Rapid București (2020-2023)
- Corona Brașov (2023-2024)

A participat în competițiile CEV Cup și Challenge Cup, obținând medalii la nivel național și internațional.

## Performanțe
- Campionatul României
  - Campioană: 2003–2004, 2005–2006, 2012–2013, 2013–2014
  - Medalie de bronz: 2017–2018
- Cupa României
  - Câștigătoare: 2003–2004, 2005–2006, 2012–2013, 2013–2014, 2014–2015
  - Medalie de argint: 2016–2017
- Competiții europene
  - CEV Cup: medalie de bronz (2018–2019)
- Distincții individuale:
  - Voleibalista anului în România: 2014
  - În Top 10 sportivi ai județului Bacău: 2013
  - Cea mai bună sportivă a anului la Gala Sportului Doljean: 2011